# Epupafälle
Die Epupafälle (englisch Epupa Falls), in Angola auch Monte-Negro-Fälle genannt, befinden sich in  Namibia im Verlauf des Kunene, des Grenzflusses zwischen Namibia (Region Kunene) und Angola (Provinz Namibe). In Otjiherero bedeutet epupa „Schaum“, in Anspielung auf die Schäumung der Wasserfälle.

## Beschreibung
Die Höhe der Fälle beträgt etwa 40 Meter. Durch den Zufluss verschiedener wasserreicher Flüsse aus dem  Hochland von Angola ist der Kunene der Fluss Namibias mit dem höchsten mittleren Abfluss. Er hat in dem ansonsten ariden Kaokoveld enge Schluchten ausgewaschen. Der Ort Epupa liegt unweit der Fälle.

## Wirtschaftliche Nutzung
Die wirtschaftliche Nutzung des Gebietes Epupa durch ein Wasserkraftwerk wurde zurückgestellt, nachdem es vor allem auch entschiedene Proteste der dort lebenden letzten Halbnomaden Namibias, der Ovahimba, gab. Dieses soll (Stand Mitte 2024) bei den Baynesbergen gebaut werden.